# تابارتس
تابارتس (به آلمانی: Bad Tabarz) یک شهر در آلمان است که در گوتا واقع شده‌است.